# Diócesis de Tianguá
La diócesis de Tianguá (en latín: Dioecesis Tianguensis y en portugués: Diocese de Tianguá) es una circunscripción eclesiástica de la Iglesia católica en Brasil. Se trata de una diócesis latina, sufragánea de la arquidiócesis de Fortaleza, que tiene al obispo Francisco Edimilson Neves Ferreira como su ordinario desde el 15 de febrero de 2017.

## Territorio y organización
La diócesis tiene 9680 km² y extiende su jurisdicción sobre los fieles católicos de rito latino residentes en 13 municipios del estado de Ceará: Camocim, Granja, Barroquinha, Chaval, Viçosa do Ceará, Tianguá, Ubajara, Ibiapina, São Benedito, Carnaubal, Guaraciaba do Norte, Croatá y Graça.
La sede de la diócesis se encuentra en la ciudad de Tianguá, en donde se halla la Catedral de Santa Ana. En Guaraciaba do Norte se encuentra el monasterio de Nuestra Señora de Guadalupe de las Hermanas Agustinas Recoletas, fundado en 2003.
En 2020 en la diócesis existían 20 parroquias agrupadas en 3 regiones pastorales: Norte, Centro y Sur.

## Historia
La diócesis fue erigida el 13 de marzo de 1971 con la bula Qui summopere del papa Pablo VI, obteniendo el territorio de la diócesis de Sobral.

## Estadísticas
De acuerdo al Anuario Pontificio 2021 la diócesis tenía a fines de 2020 un total de 401 345 fieles bautizados.
| Año                                                                             | Población            | Población | Población      | Sacerdotes | Sacerdotes    | Sacerdotes    | Bautizados por sacerdote | Diáconos permanentes | Religiosos | Religiosos | Parroquias |
| Año                                                                             | Bautizados católicos | Total     | % de católicos | Total      | Clero secular | Clero regular | Bautizados por sacerdote | Diáconos permanentes | Varones    | Mujeres    | Parroquias |
| ------------------------------------------------------------------------------- | -------------------- | --------- | -------------- | ---------- | ------------- | ------------- | ------------------------ | -------------------- | ---------- | ---------- | ---------- |
| 1976                                                                            | 292 500              | 300 000   | 97.5           | 11         | 9             | 2             | 26 590                   |                      | 2          | 61         | 11         |
| 1980                                                                            | 307 000              | 316 000   | 97.2           | 15         | 14            | 1             | 20 466                   |                      | 1          | 58         | 14         |
| 1990                                                                            | 417 000              | 439 000   | 95.0           | 19         | 19            |               | 21 947                   |                      | 2          | 59         | 16         |
| 1999                                                                            | 345 000              | 384 000   | 89.8           | 22         | 22            |               | 15 681                   |                      |            | 58         | 14         |
| 2000                                                                            | 400 000              | 420 000   | 95.2           | 23         | 19            | 4             | 17 391                   |                      | 4          | 61         | 14         |
| 2001                                                                            | 373 521              | 403 807   | 92.5           | 25         | 22            | 3             | 14 940                   |                      | 3          | 61         | 14         |
| 2002                                                                            | 379 000              | 411 397   | 92.1           | 25         | 22            | 3             | 15 160                   |                      | 3          | 61         | 14         |
| 2003                                                                            | 378 485              | 411 397   | 92.0           | 24         | 21            | 3             | 15 770                   |                      | 3          | 61         | 14         |
| 2004                                                                            | 378 485              | 411 397   | 92.0           | 25         | 20            | 5             | 15 139                   |                      | 5          | 74         | 14         |
| 2010                                                                            | 409 000              | 445 000   | 91.9           | 30         | 23            | 7             | 13 633                   |                      | 7          | 39         | 14         |
| 2014                                                                            | 428 000              | 466 800   | 91.7           | 40         | 34            | 6             | 10 700                   | 4                    | 6          | 29         | 17         |
| 2017                                                                            | 401 000              | 463 000   | 86.6           | 51         | 40            | 11            | 7862                     | 9                    | 21         | 67         | 18         |
| 2020                                                                            | 401 345              | 484 380   | 82.9           | 45         | 39            | 6             | 8918                     | 9                    | 6          | 60         | 20         |
| Fuente: Catholic-Hierarchy, que a su vez toma los datos del Anuario Pontificio. |                      |           |                |            |               |               |                          |                      |            |            |            |

## Episcopologio
- Timóteo Francisco Nemésio Pereira Cordeiro, O.F.M.Cap. † (13 de marzo de 1971-20 de marzo de 1990 falleció)
- Francisco Javier Hernández Arnedo, O.A.R. (6 de marzo de 1991-15 de febrero de 2017 retirado)
- Francisco Edimilson Neves Ferreira, desde el 15 de febrero de 2017